# Платон (кратер)
Кратер Платон (лат. Платон) — стародавній великий ударний кратер на видимій стороні Місяця на північно-східному кордоні моря Дощів, у північно-західній частині гір Альпи. Названий на честь давньогрецького філософа Платона (428 або 427 р. до н. е. — 348 або 347 р. до н. е.). Назву вперше запропонував Джованні Річчоли в 1651 році, остаточно її закріпив Міжнародний астрономічний союз (МАС) в 1935 році. Кратер утворився в пізньоімбрійську епоху, його вік оцінюється в 3,84 мільярда років, що трохи менше віку моря Дощів.

## Опис кратера

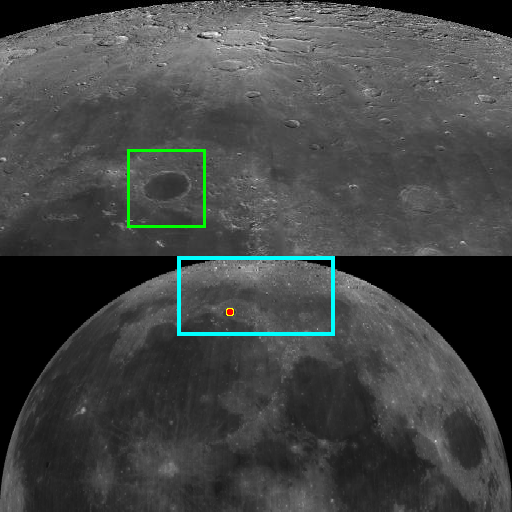
Місцезнаходження кратера

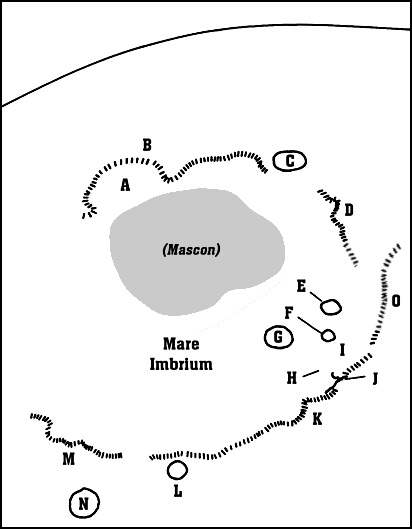
Детальна карта особливостей Моря Дощів. Кратер Платон позначено буквою «С».

На півдні від кратера розташовані гори Тенерифе, на північному заході простягається море Холоду, на сході від кратера знаходиться система борозен — борозни Платона, на північному заході розташований кратер Блісс. Селенографічні координати центру кратера — 51°37′ пн. ш. 9°23′ зх. д. / 51.62° пн. ш. 9.38° зх. д., діаметр 100,58 км, глибина 2,0 км. Обсяг кратера становить 12 107 куб. км.
Кратер повністю заповнений базальтовою лавою, центральний пік і значні кратери в його чаші відсутні. Дно чаші кратера приблизно на 500 м вище рівня Моря Дощів. Чаша кратера має порівняно низький альбедо, тому на тлі навколишньої місцевості кратер має вигляд добре помітної темної плями. У XVII столітті польський астроном Ян Гевелій називав кратер «Великим чорним озером». Вал кратера нерегулярний, з високими зубчастими піками, що відкидають помітні тіні, коли Сонце перебуває низько над горизонтом. Найбільше піднесення мають пік Дзета ζ (2900 м) у західній частині валу і піки Гамма γ (3200 м), Дельта δ (2600 м), Епсилон ε (1900 м) у східній частині вала. Достовірних даних про підвищення піків немає, різні джерела наводять різні дані. Ділянки внутрішнього схилу зазнали значного обвалення, особливо велику ділянку трикутної форми в західній частині — плато Дзета довжиною 15 км, відокремлене від валу каньйоном. У південно-західній частині від зовнішнього валу відходить прикметна долина. Кратер має правильну форму, проте під час спостереження із Землі здається еліптичним за рахунок перспективного спотворення.

## Швидкоплинні місячні явища
Кратер отримав популярність завдяки численним спостереженням у ньому швидкоплинних місячних явищ у вигляді яскравих плям, зміни яскравості світлого сектора на дні, світіння на тлі попелястого світла, спалахів під час затемнень, займаючи за кількістю таких спостережень 2-ге місце. Однозначного пояснення цих явищ на сьогодні не існує. Однак на сьогодні немає жодної фотографії кратера з космічних апаратів або земних обсерваторій, на яких були б зафіксовані ці явища.

## Сателітні кратери
| Платон | Широта        | Долгота       | Діаметр  |
| ------ | ------------- | ------------- | -------- |
| B      | 53,1° пн. ш.  | 17,3° зх. д.  | 12,45 км |
| C      | 53,37° пн. ш. | 19,46° зх. д. | 8,9 км   |
| D      | 49,69° пн. ш. | 14,57° зх. д. | 9,38 км  |
| E      | 49,77° пн. ш. | 16,19° зх. д. | 6,63 км  |
| F      | 51,72° пн. ш. | 17,4° зх. д.  | 7,15 км  |
| G      | 52,14° пн. ш. | 6,28° зх. д.  | 7,95 км  |
| H      | 55,17° пн. ш. | 2,03° зх. д.  | 10,69 км |
| J      | 49,05° пн. ш. | 4,58° зх. д.  | 7,72 км  |
| K      | 46,83° пн. ш. | 3,26° зх. д.  | 6,51 км  |
| KA     | 46,79° пн. ш. | 3,58° зх. д.  | 5,49 км  |
| L      | 51,64° пн. ш. | 4,4° зх. д.   | 10,42 км |
| M      | 53,11° пн. ш. | 15,5° зх. д.  | 7,92 км  |
| O      | 52,31° пн. ш. | 15,43° зх. д. | 7,81 км  |
| P      | 51,53° пн. ш. | 15,21° зх. д. | 8,16 км  |
| Q      | 54,61° пн. ш. | 4,85° зх. д.  | 7,83 км  |
| R      | 53,78° пн. ш. | 18,46° зх. д. | 6,29 км  |
| S      | 53,86° пн. ш. | 15,02° зх. д. | 7,14 км  |
| T      | 54,58° пн. ш. | 11,27° зх. д. | 7,49 км  |
| U      | 49,61° пн. ш. | 7,39° зх. д.  | 5,61 км  |
| V      | 55,86° пн. ш. | 7,37° зх. д.  | 5,78 км  |
| W      | 57,24° пн. ш. | 17,81° зх. д. | 4,21 км  |
| X      | 50,2° пн. ш.  | 13,82° зх. д. | 4,45 км  |
| Y      | 53,18° пн. ш. | 16,31° зх. д. | 9,96 км  |

Сателітний кратер Платон А у 2000 році перейменовано Міжнародним астрономічним союзом на кратер Блісс.

## Галерея

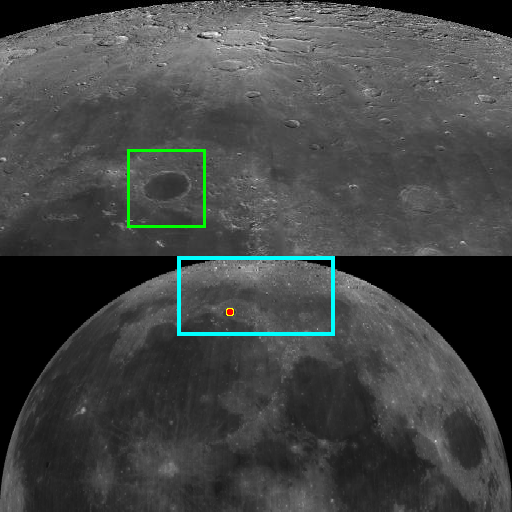
Зображення з космічного корабля «Клементина»
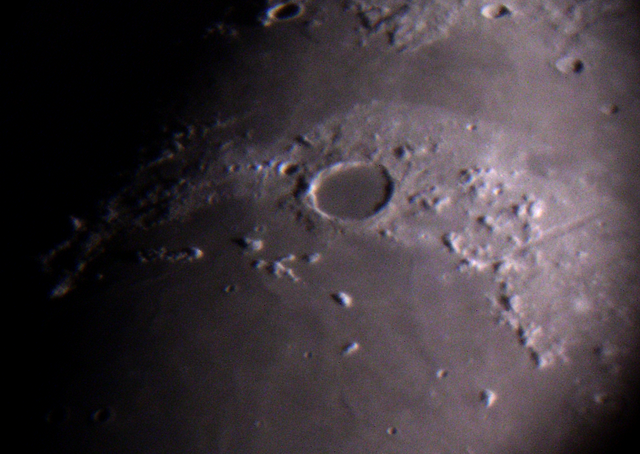
Кратер Платон (у центрі) на фотографії з телескопа (як його видно з Землі)
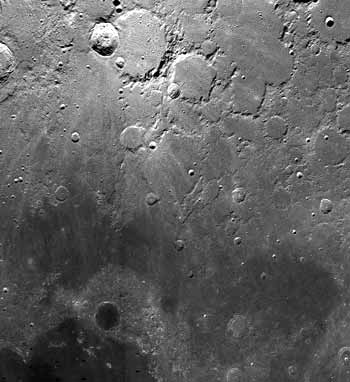
Море Холоду. Кратер Платон — це темна кругла пляма на південь від моря.